# Расплетин, Александр Андреевич
Алекса́ндр Андре́евич Распле́тин (12 (25) августа 1908 года, Рыбинск — 8 марта 1967, Москва) — советский учёный и конструктор в области радиотехники и электроники. Академик АН СССР (1964, член корреспондент с 1958).
Работал в области телевизионной техники, радиолокации, первых систем управления зенитным ракетным вооружением, являлся одним из основных создателей новой области науки и техники — радиотехнических систем управления.

## Биография
Родился 12 (25) августа 1908 года в Рыбинске (ныне Ярославская область) в доме на ул. Углическая № 108 (сейчас ул. Ломоносова № 25, снесён) Имел двух младших братьев Дмитрия и Николая.
Отец: Андрей Александрович Расплетин из коренного рыбинского купеческого рода, владел магазином готового платья. Расстрелян летом 1918 года после подавления Ярославского мятежа, ошибочно был принят за скрывавшегося от большевиков брата Константина.
Мать: Мария Ивановна Трубецкая из московского мещанского рода. Работала телефонисткой на Рыбинской телефонной станции (1919—1932), на заводе «Дормашина», в больнице им. О. Фореля, домохозяйка.

### Школьные годы
В 1918—1926 годах учился в Рыбинской 9-летней школе им. Луначарского (ныне школа № 3). Учёба давалась легко, отличался деятельностью и энергичностью, проявлял интерес к математике, химии, физике, в старших классах серьёзно увлёкся электро- и радиотехникой, стал инициатором создания и руководителем школьного радиокружка, занимался радиофикацией школы и созданием школьной электростанции, готовил для школьного журнала обзоры в разделе «Новости науки и техники», играл на баритоне в школьном духовом оркестре.

### Радиолюбительская деятельность
После легализации радиолюбительского движения и выхода первого советского массового радиожурнала Александр Расплетин активно увлёкся радиолюбительством. Он создал и возглавил школьный радиокружок, в 8-м классе собрал первый радиоприёмник собственной конструкции, 15 декабря 1925 года становится членом Бюро городского общества друзей радио (ОДР) в котором избирается председателем секции коротких волн (1926—1929). Расплетин стал одним из первых официально зарегистрированных радиолюбителей и лидером радиолюбительского движения в Рыбинске, в 1928 году он построил телефонно-телеграфный передатчик и активно работал в эфире, проводя радиосвязи со многими странами мира, зарегистрирован под позывными RK-46 (наблюдатель), 62RW (1927-28гг.), EU2DQ (1928—1933 годы), EU3FC (после переезда в г. Урицк, сейчас — Лиговский микрорайон Санкт-Петербурга), 25—28 декабря 1928 года в качестве делегата участвует в 1-й Всесоюзной конференции коротковолновиков и в Москве знакомится со многими известными специалистами в области радиосвязи. Увлечение радиотехникой во многом определило направление дальнейшей деятельности Александра Расплетина.

### Начало трудовой деятельности
В 1926 году после окончания школы начал работать кочегаром на городской электростанции. В июне 1927 года устроился электромонтёром на склад № 34 Наркомата по военным и морским делам. В феврале 1929 года перешёл на работу радиомехаником и вскоре стал заведующим мастерской кинорадиобазы РыбОКРОНО.

### Ленинград
В 1930 году, по приглашению своего друга радиолюбителя Фёдора (Теодора) Гаухмана, переехал из Рыбинска в Ленинград, и 14 февраля поступил работать радиомехаником кварцевой лаборатории при радиозаводе им. Коминтерна. В том же году начинает учиться на вечернем отделении Электрослаботочного техникума. Вскоре кварцевая лаборатория стала относиться к Центральной радиолаборатории (ЦРЛ)] Ленинграда, в её стенах Расплетин делает свои первые разработки по теме применения кварцевых резонаторов.
В 1931 году женился на сотруднице лаборатории Ольге Тверитиной.
В 1932 году на отлично окончил техникум, поступил на вечернее отделение Ленинградского электротехнического института им. В. И. Ульянова (ЛЭТИ). Родился сын Виктор. Перешёл на работу в телевизионную лабораторию А. Л. Минца и начал заниматься усовершенствованием систем сначала механического, а затем электронного телевидения, впоследствии став руководителем группы.
30 апреля 1934 года получил первое авторское свидетельство на «Устройство для синхронизации в дальновидении» (телевидении).
В 1936 году окончил ЛЭТИ (тема дипломного проекта «Электрические схемы развёртки и синхронизации в аппарате высококачественного телевидения»). Лаборатория Расплетина переходит в состав закрытого НИИ-9 где он совместно с В. К. Кенигсоном руководит разработкой первого в СССР эфирного телевизионного приёмника ВРК (Всесоюзный радиокомитет), работает над аппаратурой телевизионной авиационной разведки (темы «Звезда», «Доломит», «Алмаз»), в 1938—1940 гг. разрабатывает проекционные телевизоры ТЭ-1 с размером экрана 1,0 в 1,2 м и ТЭ-2 с размером экрана 2×3 м, на основе предложенных им схем в 1940 — 41 гг. начался выпуск телевизоров 17ТН-1 и 17ТН-3. При создании электронных телевизоров А. А. Расплетину пришлось решить много новых и сложных для того времени задач, связанных с малоизученными направлениями в радиотехнике, перед войной он имеет уже около десятка авторских свидетельств.
Кроме работы в институте Расплетин проводит занятия на курсах усовершенствования, читает лекции в ленинградском радиоклубе, выступает в печати.

### Великая Отечественная война
После начала войны Расплетин вместе с сотрудниками НИИ-9 направлен на строительство Лужского оборонительного рубежа. С 30 августа по 13 сентября 1941 г. участвует в переделке УКВ передатчика радиовещательной станции РВ-70 на коротковолновый диапазон, затем в организации выпуска на предприятиях блокадного Ленинграда малогабаритных радиостанций «Север» (радиостанции собирались из сданных населением бытовых радиоприёмников 6Н-1). В январе 1942 года, по предложению Расплетина, была разработана и построена система телевизионной передачи воздушной обстановки с позиции РЛС «Редут-5» в штаб 2-го корпуса ПВО Ленинградского фронта.
В блокадном Ленинграде у Александра Расплетина умирают жена и мать, 26 февраля 1942 года его группа по «дороге жизни» эвакуируется на «большую землю», в Красноярск. За работу во время блокады он награждён медалью «За оборону Ленинграда».
В Красноярске, на базе радиозавода № 327 (АО «НПП Радиосвязь») Расплетин с группой разработчиков продолжает НИОКР по теме авиационной телевизионной системы наведения.
В сентябре 1942 года группу телевизионщиков переводят из Красноярска в Москву, в ОКБ Всесоюзного энергетического института (ВЭИ), Расплетин назначен научным руководителем группы по разработке «Комплексной установки по наведению истребителей на цель (РД-1)». В ноябре 1943 года группа Расплетина (лаборатория № 13) переходит во вновь созданный радиолокационный институт ВНИИ-108 Акселя Берга и продолжает тему РД. Параллельно, на базе английской РЛС «Моника», разрабатывается «Самолётная РЛС для бомбардировщиков, предупреждающая о нападении с задней полусферы» получившая название «ТОН». РЛС «ТОН-2» поступили в серийное производство в конце 1944 года. Комплекс РД, представляющий собой телевизионные приёмники на борту истребителей, на которые передавалась текущая обстановка с планшета наземной РЛС, также успешно прошёл испытания и применялся в боевых условиях при воздушной блокаде окружённой немецкой группировки под Бреслау на самолётах 45-го авиаполка, 56-й авиадивизии.

### ВНИИ-108. Первые послевоенные годы
После окончания войны начинается период бурного развития радиолокации, Расплетин посещает советскую зону оккупации Германии и изучает немецкую радиолокационную технику и средства РЭБ.
С 1946 года Расплетин — главный конструктор РЛС наземной артиллерийской разведки СНАР-1 (заказ ГАУ). Проект был приоритетным для ВНИИ-108, представлял большую новизну, в этой РЛС впервые в стране использовался 8-мм диапазон рабочих частот, удалось создать станцию, способную обнаруживать одиночного солдата на дистанции до 5 км, автомобиль до 16 км, эсминец до 35 км на фоне помех от местных предметов с высокой разрешающей способностью. В сентябре-октябре 1947 год РЛС СНАР-1 прошла государственные испытания и была принята на вооружение. Коллектив создателей станции во главе с А. А. Расплетиным и Н. Н. Алексеевым был удостоен Сталинской премии.
В этот же период Расплетин, параллельно с оборонной тематикой, выполнил свою последнюю «мирную» работу. Летом 1946 г в его лаборатории получено первое ТВ-изображение с разложением 625 строк и 50 кадров, и были разработаны первые бытовые телевизоры Т-1 и Т-2 с поддержкой нового советского ТВ-стандарта 1945 года (ГОСТ 78-45), в создании которого Расплетин принимал участие. Советский телевизионный стандарт 625/50 впоследствии получил общемировое признание.
7 марта 1947 года Расплетин защитил диссертацию на соискание учёной степени кандидата технических наук.

### КБ-1
В конце августа 1950 года Расплетин, как один из ведущих специалистов и организаторов в области радиотехники, переведён из ВНИИ-108 в новое КБ-1 (НПО «Алмаз») на должность руководителя радиолокационного отдела — заместителя главных конструкторов первой советской системы ЗУРО «Беркут» (П. Н. Куксенко и С. Л. Берия).
В ходе работ над системой «Беркут» под руководством Расплетина была разработана и успешно реализована революционная идея создания первой многоканальной и многофункциональной РЛС Б-200, в которой совмещались функции целеуказания и одновременного индивидуального наведения ракет на 20 целей в секторе воздушного пространства 60°х60°. Превзойти Б-200 по многоканальности в СССР смогли только через 30 лет, на поздних модификациях С-300 (после внедрения РЛС с ФАР). Радиолокационная станция Б-200 стала ключевым узлом огневого комплекса, состоящего из одной РЛС и 60-ти готовых к старту ракет В-300.
В мае 1953 года, после ареста С. Л. Берия и смещения с должности П. Н. Куксенко, Расплетин официально назначен главным конструктором системы «Беркут», которая была переименована в С-25 и, впоследствии стал руководителем всех работ КБ по противосамолётной тематике. В 1956 году ему присуждается учёная степень доктора технических наук, в 1958 году избирается членом-корреспондентом АН СССР.
В конце 1960 года Расплетин назначен генеральным конструктором КБ-1, а расплетинское ОКБ перешло к его заместителю Б. В. Бункину.
Под руководством Расплетина в КБ-1 были разработаны известные советские системы ПВО:
- Май 1955 года. Принята на вооружение система С-25 состоящая из и 4-х РЛС обнаружения А-100 «Кама» и 56-ти огневых комплексов Б-200/В-300, сгруппированных в два пояса обороны вокруг Москвы, которая стала одной из самых мощных систем ПВО в мире и простояла на вооружении 30 лет. За создание C-25 Расплетин получил звание Герой Социалистического Труда, также ему была подарен автомобиль ЗИМ.
- Подвижный комплекс С-75 (1953—1958 годы). Хорошо известный и распространённый в мире зенитный ракетный комплекс. При его создании широко использовался опыт работы над С-25. Производился в СССР и Китае, им впервые был сбит высотный самолёт разведчик Lockheed U-2, применялся во Вьетнамской войне 1965—1975 года. Расплетину за создание С-75 была присуждена Ленинская премия.
- Комплекс ближнего радиуса для борьбы с маловысотными целями С-125 (1956—1961 годы). Первая отечественная маловысотная система ЗУРО. Экспортный вариант С-125 «Печора» пользовался большим спросом на мировом рынке вооружений.
- Комплекс большого радиуса С-200 (1958—1967 годы). Впервые в ЗРК применена ракета с самонаведением и управление от цифровой ЭВМ.
- С 1966 года Расплетиным начаты работы по теме С-300, первого мобильного многоканального комплекса нового поколения, способного бороться с современными и перспективными целями. Предусматривалось широкое применение современной элементной базы и высокая унификация для всех родов войск.

Помимо ПВО, Расплетин также вёл работы в области систем ПРО ближнего перехвата (С-225 «Азов») и, в сотрудничестве с ОКБ-52 В. Н. Челомея, участвовал в создании космического вооружения (система УС-К) и систем СПРН.
1 марта 1967 года у Расплетина случился инсульт, от которого в 6 часов утра 8 марта он скончался. Похоронен в Москве на Новодевичьем кладбище (участок № 6).

## Память
- Президиум АН СССР (ныне РАН) раз в три года присуждает золотую медаль и премию им. А. А. Расплетина за выдающиеся работы в области радиотехнических систем управления.
- Его именем названы ГСКБ «Концерна ПВО „Алмаз-Антей“», НИИ радиофизики в г. Москве, улицы в Москве и Рыбинске.
- В 1976 году Международный астрономический союз присвоил имя Расплетина кратеру на обратной стороне Луны.

## Награды и премии
- Герой Социалистического Труда (20.04.1956)
- орден Ленина (20.04.1956)
- медаль «За оборону Ленинграда» (1943)
- медаль «За доблестный труд в Великой Отечественной войне 1941—1945 гг.» (1945)
- Ленинская премия (1958)
- Сталинская премия второй степени (1951) — за разработку новой аппаратуры
- Знак «Почётный радист» (1946)

## Семья
- Первая супруга — Расплетина-Тверитина Ольга Викторовна (? — 1943)
- Сын — Виктор Александрович Расплетин (1932—2004) — учёный в области космической связи[19].